# Miguel Alves
Miguel Alfredo Silva Alves, más conocido como Miguel Alves, (Oporto, 22 de julio de 1996) es un jugador de balonmano portugués que juega de extremo derecho en el AA Águas Santas de la Andebol 1. Es internacional con la selección de balonmano de Portugal.
Su primer gran campeonato con la selección fue el Campeonato Europeo de Balonmano Masculino de 2022.

## Palmarés

### Oporto
- Liga de Portugal de balonmano (5): 2015, 2019, 2021, 2022, 2023
- Copa de Portugal de balonmano (2): 2019, 2021
- Supercopa de Portugal de balonmano (2): 2019, 2021

## Clubes
| Club                     | País     | Año         |
| ------------------------ | -------- | ----------- |
| FC Oporto                | Portugal | 2014 - Act. |
| ADA Maia (cedido)        | Portugal | 2015 - 2016 |
| AA Águas Santas (cedido) | Portugal | 2023 - Act. |